# Иверский заказник
Иверский заказник — государственный природный зоологический заказник областного значения.
Площадь — 50 тыс. га.

## Цель создания
Создан решением облисполкома Амурской области «Об образовании охотничьего заказника „Иверский“ № 304 от 05 июля 1963 г.» Режим охраны и границы утверждены постановлением Губернатора Амурской области от 24 апреля 2006 г. N 200 «Об утверждении положений об особо охраняемых природных территориях областного значения амурской области».
Цель создания заказника — сохранение и восстановление редких и исчезающих видов животных, в том числе ценных видов в хозяйственном, научном и культурном отношениях.

## Расположение и границы
Заказник расположен по правому берегу реки Зея, в её среднем течении, выше устья реки Селемджа.
Описание границ:
- северная — от устья ключа Иверский по правому берегу реки Зея вниз по течению до устья ключа Елихинский;
- восточная — от устья ключа Елихинский по правому берегу реки Зея вниз по течению до села Сохатино;
- южная — от села Сохатино на запад по параллели 51° 41’ 0 с. ш. до пересечения с полевой дорогой села Практичи — полевой стан Краснопахарский в точке с координатами 51° 41’ 00 с. ш., 128° 40’ 30 в. д. и далее по прямой на юго-запад через отметку высоты 176,0 до урочища «Подгорное» и реки Большая Майориха (51° 39’ 0 с. ш.; 128° 31’ 30 в. д.);
- западная — от урочища «Подгорное» (51° 39’ 0 с. ш.; 128° 31’ 30 в. д.) по реке Большая Майориха до истока и далее в северо-западном направлении по прямой через отметку высоты 249,1 до дороги, идущей от мелиоративной системы к пади Китикова, и далее через падь Китикова по полевой дороге, идущей вдоль урочища «Стальчукова Пашня», через ключ Гнилой, реки Иур, вдоль пашни Карпухины до устья ключа Иверский.

## Климат
Климат континентальный. Среднемесячная температура января — −28° С, июля — +18° С. Время с устойчивыми морозами до 5 месяцев. Средняя высота снегового покрова 22 см. Продолжительность залегания до 160 дней. Среднегодовое количество осадков 330—490 мм. Влажность воздуха изменяется в пределах 65 — 80 %.

## Рельеф и почвы
Рельеф заказника холмисто-увалистый. Углубленные заболоченные долины правобережья Зеи сменяются такими же плоскими, слабоувалистыми лесистыми возвышенностями. Материнские породы представлены послетретичными суглинистыми отложениями подстилаемые третичными песками. Выделяют три типа почв: подзолистыми (суглинистые хрящеватые и супесчаные), дерновые (дерново-луговые, дерново-глеевые), болотные (торфянисто и торфяно-глеевые и иловато-глеевые). Почвы имеют малоразвитый гумусовый горизонт мощностью в 5-8 см. Основной почвообразующей породой являются песчано-галечниковые отложения.

## Гидрография
Гидрографическая сеть включает участки рек — Зея (50 км.), Ивер (6 км.) и ключи: Озерная Падь (20 км.), Каменушка (16 км.), Гусиха (11 км.), Епихинский (10 км.), Смольный (8 км.), Малый Ивер (7 км.), Кабанка (2 км.). Общая протяжённость её составляет 130 км.

## Флора и фауна
Растительность бореального типа. Здесь отмечено сочетание различных сосновых лесов, производных и смешанных лесов. Из древесных пород обычны: сосна обыкновенная, лиственница Гмелина, береза плосколистная, дуб монгольский, осина, тополь и ряд ив.
Травянистый покров представлен злаково-разнотравным типом, а на понижениях осоково-злаковыми типами. Из травянистых растений обычны: вероника сибирская, волжанка азиатская, грушанка мясокрасная, ландыш Кейзке, купена душистая, подмаренник северный и подмаренник настоящий.
Обитает 14 видов ценных промысловых животных: лось, изюбрь, косуля, кабан, медведь, белка, заяц-беляк, колонок, лисица, норка, барсук, енотовидная собака, рябчик, фазан, тетерева. В зимний период на зимовки с сопредельных территорий приходят косуля, кабан, изюбрь.

## Значение и деятельность в заказнике
На территории заказника наблюдается одна из высших по области плотностей населения копытных животных, в первую очередь, кабана и изюбря. Заказник является частью миграционного пути норской популяции косули. В зимнее время на территории концентрируется косуля.
В заказнике проводятся мероприятия, направленные на улучшение условий обитания копытных животных, в первую очередь — уссурийского кабана. В зимний период организуется подкормка животных зерноотходами и корнеплодами. Проводится минеральная подкормка кабанов поваренной солью с добавлением микроэлементов, недостаток которых наблюдается в почве, воде и растительности заказника. Для животных устроены специальные ямы-купальни, где они избавляются от паразитов. В течение ряда лет проводится вакцинация кабанов от классической чумы свиней, во избежание развития эпизоотий вследствие скопления большого числа животных.
На территории заказника ведутся исследования воды, кормов и почвы на содержание тех или иных микроэлементов, наличие ядов растительного и техногенного происхождения, паразитарную фауну территории.
Угрозы: браконьерство, пожары, в перспективе — усиление антропогенного воздействия в связи со строительством космодрома и затопление части территории в результате строительства Нижнезейской (Граматухинской) ГЭС.